# Губреєв Геннадій Михайлович
Геннадій Михайлович Губреєв (1949 – 2014) – український математик, педагог, професор.

## Біографія
Г. М. Губреєв народився 18 травня 1949 року в с. Писарівка Полтавської області.
У 1971 році закінчив механіко-математичний факультет Харківського державного університету. До 1977 року працював у Харківському фізико-технічному інституті, у 1977 – 1980 роках – у Сімферопольському університеті.
У 1978 році захистив дисертацію і здобув науковий ступінь кандидата фізико-математичних наук.
У 1980 році перейшов до Одеського державного педагогічного інституту імені К. Д. Ушинського. Обіймав посади доцента, професора.
У 1995 році захистив дисертацію на здобуття наукового ступеня доктора фізико-математичних наук.
Згодом присвоєно вчене звання професора.
У 1990 – 2003 роках був завідувачем кафедри математичного аналізу Південноукраїнського педагогічного університету імені К. Д. Ушинського.
З 2003 року працював у Полтавському технічному університеті. У 2004 – 2014 роках очолював кафедру прикладної математики, інформатики та математичного моделювання.
Помер 25 січня 2014 року у Полтаві.

## Наукова діяльність
Наукові дослідження в галузі математичного аналізу, теорії функцій комплексної змінної, рівнянь математичної фізики.
Опублікував 60 наукових праць. Підготував 5 кандидатів фізико-математичних наук.

#### Праці
- Об одном критерии равенства DA=DA* для диссипативных операторов/ Г. М. Губреев, А. И. Коваленко.// Доклады Академии Наук СССР. – 1980. – Т. 254, № 5. – С.  1044–1047. http://mi.mathnet.ru/dan43955
- О приводимости ограниченных представлений абелевых полугрупп/ Г. М. Губреев, В. А. Пригорский// Український математичний журнал. – 1981. – Т. 33, № 4. – С. 518 – 521. http://umj.imath.kiev.ua/archiv/1981/04/UMZh_1981_04_0518.pdf%5Bнедоступне+посилання%5D
- Теорема о равномерной корректности одной задачи Коши и её применение, Г. М. Губреев.// Функциональный анализ и его приложения. – 1984. – Т. 18, вып. 2. – С. 89 – 91. http://mi.mathnet.ru/rus/faa/v18/i2/p89
- Спектральный анализ биортогональных разложений функций в ряды экспонент/ Г. М. Губреев.// Известия Академии Наук СССР. Серия математика. – 1989. – Т. 53, вып.  6. – С. 1236 – 1268. http://mi.mathnet.ru/rus/izv/v53/i6/p1236
- Об одном классе безусловных гильбертовых пространств и о проблеме подобия диссипативных волтерровых операторов/ Г. М. Губреев// Математический сборник. – 1992. – Т. 183, № 9. – С. 105 – 146. http://mi.mathnet.ru/rus/msb/v183/i9/p105
- Об одном классе ортогонализаторов семейств експонент с вещественными частотами/ Г. М. Губреев, Т. Р. Игнатенко.// Український математичний журнал. – 1992. – Т. 44, № 8. – С. 1031 – 1044. http://umj.imath.kiev.ua/archiv/1992/08/UMZh_1992_08_1031.pdf%5Bнедоступне+посилання%5D
- Спектральный анализ биортогональных разложений, порождаемых весами Макенхаупта : Автореферат диссертации... доктора физико-математических наук : 01.01.01/ Г. М. Губреев. - Харьков, 1994. –  32 c. https://search.rsl.ru/ru/record/01000775440
- Безусловные базисы гильбертовых пространств, составленные из значений целых вектор-функций экспоненциального типа/ Г. М. Губреев// Функциональный анализ и его приложения. – 1999. – Т. 33, вып. 1. – С. 62 – 65.  http://mi.mathnet.ru/rus/faa/v33/i1/p62
- Структура модельных волтерровых операторов, биортогональные разложения и интерполяция в регулярных пространствах де Бранжа/ Г. М. Губреев.// Функциональный анализ и его приложения. – 2001. – Т. 35, вып. 2. – С. 74 – 78.  http://mi.mathnet.ru/rus/faa/v35/i2/p74
- Регулярные ядра Миттаг-Леффлера и вольтерровы операторы/ Г. М. Губреев.// Функциональный анализ и его приложения. – 2004. – Т. 38, вып. 4. – С. 82 – 86.  http://mi.mathnet.ru/rus/faa/v38/i4/p82
- Об одном классе вполне непрерывных операторов в гильбертовом пространстве/ Г. М. Губреев, Г. В. Лукашенко.// Функциональный анализ и его приложения. – 2009. – Т. 43, вып. 2. – С. 75 – 79.  http://mi.mathnet.ru/rus/faa/v43/i2/p75
- Об одном классе базисов в некоторых пространствах аналитических в единичном круге функций / Г. М. Губреев, Е. И. Олефир // Український математичний вісник. — 2013. — Т. 10, № 2. — С. 201—210.
- Линейные комбинации вольтеррова диссипативного оператора и его сопряженного / Г. М. Губреев, Е. И. Олефир, А. А. Тарасенко // Український математичний журнал. — 2013. — Т. 65, № 5. — С. 706—711.  http://umj.imath.kiev.ua/archiv/2013/05/umj_2013_05_8345_20369.pdf%5Bнедоступне+посилання%5D
- Об одном классе операторов свертки на конечном интервале/ Г. М. Губреев, Г. М. Урум.// Математические заметки. – 2014. – Т. 96, вып. 5. – С. 653 – 657. http://mi.mathnet.ru/rus/mz/v96/i5/p653
- Избранные труды/ Г. М. Губреев. – Днепропетровск: Середняк Т.К., 2014. – 445 с.